# Marathon van Enschede 2009
De marathon van Enschede 2009 werd gelopen op zondag 26 april 2009 in Enschede. Het was de 41e editie van deze marathon.
De wedstrijd werd bij de mannen gewonnen door de Keniaan Jacob Kipchumba in een parcoursrecord van 2:09.02 en bij de vrouwen door de Duitse Ilona Pfeiffer in een tijd van 2:44.58.
In totaal finishten er 563 marathonlopers.

## Uitslagen

### Mannen
| rang   | naam                   | land | tijd    |
| ------ | ---------------------- | ---- | ------- |
| Goud   | Jacob Kipchumba        | KEN  | 2:09.02 |
| Zilver | Sammy Kibet            | KEN  | 2:11.47 |
| Brons  | Tsegaye Gebreselassie  | ETH  | 2:11.48 |
| 4      | Thomas Omwenga         | KEN  | 2:13.18 |
| 5      | Raymond Kiplagat       | KEN  | 2:13.46 |
| 6      | Daniel Kipcheru        | KEN  | 2:15.54 |
| 7      | Christopher Cheboiboch | KEN  | 2:16.34 |
| 8      | Benson Cherono         | QAT  | 2:18.12 |
| 9      | Pedro-Jesus Mora       | VEN  | 2:18.25 |
| 10     | Emmanuel Biwott        | KEN  | 2:18.35 |

### Vrouwen
| rang   | naam           | land | tijd    |
| ------ | -------------- | ---- | ------- |
| Goud   | Ilona Pfeiffer | GER  | 2:44.58 |
| Zilver | Ingrid Prigge  | NED  | 2:58.02 |
| Brons  | Polly Nkambi   | NED  | 3:09.30 |

1947 ·
1949 ·
1951 ·
1953 ·
1955 ·
1957 ·
1959 ·
1961 ·
1963 ·
1965 ·
1967 ·
1969 ·
1971 ·
1973 ·
1975 ·
1977 ·
1979 ·
1981 ·
1983 ·
1985 ·
1987 ·
1989 ·
1991 ·
1992 ·
1993 ·
1994 ·
1995 ·
1996 ·
1997 ·
1998 ·
1999 ·
2000 ·
2001 ·
2002 ·
2003 ·
2004 ·
2005 ·
2006 ·
2007 ·
2008 ·
2009 ·
2010 ·
2011 ·
2012 ·
2013 ·
2014 ·
2015 ·
2016 ·
2017 ·
2018 ·
2019 ·
2020 · 2021 ·
2022 ·
2023 ·
2024 ·
2025